# Fakóhasú bülbül
A fakóhasú bülbül (Phyllastrephus cerviniventris) a madarak (Aves) osztályának verébalakúak (Passeriformes) rendjébe, ezen belül a bülbülfélék (Pycnonotidae) családjába tartozó faj.

## Rendszerezése
A fajt George Ernest Shelley angol ornitológus írta le 1894-ben, a Phyllostrophus nembe Phyllostrophus cerviniventris néven.

## Alfajai
- Phyllastrephus cerviniventris cerviniventris Shelley, 1894
- Phyllastrephus cerviniventris schoutedeni Prigogine, 1969[2]

## Előfordulása
Afrika délkeleti részén, Angola, Kenya, a Kongói Demokratikus Köztársaság, Malawi, Mozambik, Tanzánia és Zambia területén honos. 
Természetes élőhelyei a szubtrópusi vagy trópusi síkvidéki esőerdők, mocsári erdők és cserjések. Állandó, nem vonuló faj.

## Megjelenése
Testhossza 18 centiméter.

## Életmódja
Főleg ízeltlábúakkal táplálkozik, de gyümölcsöket is fogyaszt.

## Természetvédelmi helyzete
Az elterjedési területe nagyon nagy, egyedszáma pedig stabil. A Természetvédelmi Világszövetség Vörös listáján nem veszélyeztetett fajként szerepel.